# كريم يونس (سياسي جزائري)
كريم يونس ، المولود في بجاية (الجزائر) سنة 1948، هو سياسي  وكاتب جزائري، رئيس المجلس الوطني لنواب الشعب (NPC) من يونيو 2002 إلى يونيو 2004.
وكان كاتب الدولة ثم وزير التكوين المهني من يونيو 1997 إلى مايو 2002.

## سيرة

### وظائف سياسية
انتخب رئيسا للمجلس الوطني لنواب الشعب (NPC) من يونيو 2002 إلى يونيو 2004.

### وزير التدريب المهني
وكان كاتب الدولة ثم وزير التكوين المهني من يونيو 1997 إلى مايو 2002.

### رئيس المجلس الشعبي الوطني
في يونيو 2002، انتخب رئيسا للمجلس الشعبي الوطنى'،' مجلس النواب في البرلمان الجزائري. استقال في 8 أبريل 2014.
دعم كريم يونس علي بن فليس، مرشح الانتخابات الرئاسية في الجزائر عام 2004. في 5 أبريل 2014، عقد اجتماعًا مؤيدًا لبنفليس في باريس.

## دروه في احتجاجات الجزائر 2019
انطلق في 22 فبراير 2019 الحراك الشعبي الجزائري. الداعي لعدم ترشح الرئيس عبد العزيز بوتفليقة لفترة رئاسية خامسة؛ ونتج عن ذلك استقالة رئيس الجمهورية عبد العزيز بوتفليقة واحتجاز وزيري الحكومة السابقين أحمد أويحي وعبد المالك سلال وعدد الوزراء السابقين بالإضافة إلى عدد من رجال الأعمال الأثرياء ومنع آخرين من رجال السلطة في عهد بوتفليقة من السفر.
حسب دستور البلاد عين رئيس مجلس الأمة عبد القادر بن صالح رئيسا للدولة لمدة تسعين يوما لتنظيم رئاسية لكن المدة المؤقتة اكتملت في 4 جويلية 2019 دون تنظيم انتخابات رئاسية واستقبال ملفي ترشح فقط اللذين رفضهما المجلس الدستوري لعدم استيفاء الشروط، وقرر استحالة تنظيم انتخابات رئاسية في 4 جويلية 2019.
الأمر الذي جعل رئيس الدولة المؤقت يبقى في منصبه لحين ايجاد حل للأزمة السياسية العالقة. وفي خطابه للأمة في 3 جويلية 2019 دعا الرئيس الجزائري المؤقت عبد القادر بن صالح الطبقة السياسية والمجتمع المدني إلى حوار من أجل الوصول إلى توافق على تنظيم انتخابات رئاسية «في أقرب الآجال».
| كريم يونس (سياسي جزائري) | ومن أجل مناقشة هذه الظروف والترتيبات، فإني أدعو، مرة أخرى، جميع الفاعلين السياسيين الوطنيين وجميع مكونات الطبقة السياسية والشخصيات الوطنية المُخلصة، وكل الحساسيات المهيكلة للمجتمع المدني، فضلا عن أولئك الذين يحملون انشغالات شريحة من شرائح مجتمعنا، أو نخبها، وأخص منهم هنا الشباب والنساء، وأناشدهم للتعبئة من أجل تحقيق هذا الهدف الاستراتيجي الوطني الهام باعتباره السبيل الوحيد الكفيل بضمان مستقبل آمن ومزدهر لبلدنا. | كريم يونس (سياسي جزائري) |

كان كريم يونس أول شخصية وطنية تؤكد مشاركتها في الحوار الوطني الشامل وقال ان «مشاركته واجب وطني ولا يسعى إلى تمثيل الحراك الشعبي».
في يوليو 2019، أصبح منسقًا لمجموعة من الشخصيات تم تشكيلها كـ «لجنة للحوار والوساطة» تهدف إلى المساهمة في حل الأزمة السياسية التي تمر بها الجزائر منذ عدة أشهر. ثم تعرض لانتقادات حادة من قبل المتظاهرين الذين يتهمونه باللعب في لعبة السلطة وبأنه في خدمته، وهو ما ينكره.
ثم يذكر أن المجموعة فرضت شروطًا معينة قبل أي حوار مع السلطة: إطلاق سراح المتظاهرين المسجونين بسبب حملهم العلم الأمازيغي، ووقف عنف الشرطة خلال المظاهرات، وحرية الوصول إلى العاصمة في أيام المظاهرات، مزيد من الانفتاح على وسائل الإعلام لتنوع الآراء، رحيل الحكومة ثم في المكان. ومع ذلك، في نفس اليوم، يعتقد أحمد قايد صالح، نائب وزير الدفاع الوطني ورئيس أركان الجيش الشعبي الوطني، أن أي محاولة للحوار يجب أن تتم «بعيدًا عن طريقة فرض الإملاءات». أعلن رئيس الدولة، عبد القادر بن صالح أنه على استعداد لاتخاذ«التدابير المرافقة والتهدئة» بعد استقبال أعضاء الفريق في 25 يوليو 2019.

## كاتب ملتزم
نشر كريم يونس خمسة كتب عن تاريخ الجزائر والاستعمار الفرنسي في الجزائر: من نوميديا إلى الجزائر وتمزقها (2012)، سقوط غرناطة أو الجغرافيا الجديدة في العالم (2014)، على أبواب المستقبل: عشرون قرنًا من المقاومة، خمسون عامًا من الاستقلال (2014)، أو نتوء الفتح... أو نسيان المستحيل (2017). في هذا الأخير، يعود المؤلف في الوقت الاستعماري «كارثي» و «إزالة الحضارة التي نظمها المستعمر الفرنسي» ضد الشعب الجزائري.

## المنشورات
- توتنهام الفتح... أو النسيان المستحيل ، Médias-Index ، 2017
- سقوط غرناطة أو الجغرافيا الجديدة في العالم ، الدار البيضاء، 2015
- على أبواب المستقبل: عشرون قرنًا من المقاومة، خمسون عامًا من الاستقلال ، الدار البيضاء، 2014 (ردمك 978-9961649961) .
- من نميديا إلى الجزائر وتمزقها ، كاسبا، 2012، (ردمك 9961644018) .